# 티모시 윌슨
티모시 윌슨(Timothy DeCamp Wilson)은 미국 사회 심리학자이자 심리학 전문서적의 저자이다. 그는 버지니아 대학의 Sherrell J. Aston 심리학 교수이며 Frank Batten School of Leadership and Public Policy에서 공공 정책을 가르치고 있다. 그는 자기 지식과 무의식이 의사 결정, 선호도 및 행동에 미치는 영향에 대한 연구로 유명하다. 그는 심리학에 관한 두 권의 유명한 책인 Strangers to Ourselfves : Discovering the Adaptive Unconscious(낯선 사람 : 적응 형 무의식 발견) 과 그리고 Redirect : The Surprising New Science of Psychological Change(이동 : 심리적 변화의 놀라운 새로운 과학)의 저자이다.

## 같이 보기
- 엘리엇 아론슨